# دثران (مسورة)

تعديل مصدري - تعديل

دثران هي إحدى قرى عزلة دثران ال علوي بمديرية مسورة التابعة لمحافظة البيضاء، بلغ تعداد سكانها 783 نسمة حسب تعداد اليمن لعام 2004.